# Chorispora tenella
Moutarde pourpre, Moutarde bleue, Moutarde au musc, Chorispora délicat
Espèce
Classification phylogénétique
Chorispora tenella est une espèce de plante de la famille des Brassicaceae et du genre Chorispora.

## Description
Chorispora tenella est une plante herbacée annuelle atteignant une hauteur de 50 centimètres. Elle a des feuilles alternes aux bords ondulés, de forme lancéolée ou oblancéolée, mesurant jusqu'à 8 cm de long, des poils glandulaires sont généralement observés sur la plupart des parties de la plante. Les quatre minuscules pétales de chaque fleur cruciforme émergent d'un tube lâche de sépales et s'étendent en une corolle d'environ 1 cm de large.
Les fleurs sont de couleur lavande à magenta pâle ; un champ fortement infesté de moutarde pourpre peut prendre une teinte lavande distincte. Les fleurs ont un léger parfum, plus perceptible lorsque de nombreuses plantes individuelles fleurissent ensemble sur une grande surface. Les fruits sont de longues capsules cylindriques retournées d'environ 4 cm de long contenant des graines rondes brun rougeâtre qui finissent par éclater des gousses du fruit.

## Répartition
La moutarde pourpre est originaire de certaines régions d'Eurasie. Dans d'autres parties du monde, en particulier dans les régions tempérées, elle est une espèce introduite et comme mauvaise herbe nuisible.
En dehors de son aire de répartition d'origine, cette espèce est généralement présente dans les zones où le sol a été perturbé, ainsi que le long des routes, dans les pâturages et dans les habitats steppiques.

## Parasites
La feuille a pour parasites Eurydema ornata, Eurydema oleracea, Peronospora chorisporae, Liriomyza bryoniae, Ceutorhynchus contractus, Albugo candida.

## Plante invasive
Chorispora tenella peut être gênante en agriculture. Elle réduit les rendements dans les champs de céréales et, lorsqu'elle est consommé par les bovins laitiers, elle donne à leur lait un mauvais goût et une mauvaise odeur. Cette plante se reproduit par graines, donc toute méthode de contrôle empêchant les plantes de produire des graines est efficace.

## Classification
Le nom valide complet (avec auteur) de ce taxon est Chorispora tenella (Pall.) DC., 1821.
L'espèce a pour noms vernaculaires : Moutarde pourpre, Moutarde bleue, Moutarde au musc, Chorispora délicat,
L'espèce a été initialement classée dans le genre Raphanus sous le protonyme Raphanus tenellus Pall., 1821.
Chorispora tenella a pour synonymes :
- Chorispermum arcuatum Andrz.
- Raphanus tenellus Pall., 1776